# Nair Ete
Koordinaten: 8° 24′ 47″ S, 127° 14′ 10″ O
Nair Ete ist eine Quelle des osttimoresischen Flusses Vero. Sie befindet sich im Suco Tutuala (Gemeinde Lautém). Die eigentliche Quelle, die aus der Böschung eines Baches sickert, wird Ira Ina (deutsch „Mutter des Wassers“) genannt. In der Quelle finden sich die Fischarten Anguilla celebesensis, Sicyopterus caeruleus und Sicoypus zosterophorum.